# Vognserup
Vognserup er en gammel landsbyhovedgård, som nævnes første gang i 1382. Gården ligger i Kundby Sogn, Holbæk Kommune. Hovedbygningen er opført i 1559-1575
Vognserup er opstået i 1330 på grunden af en nedrevet landsby "Vagnstorp”. Vognserup tilhørte i middelalderen den uddøde familie Rud, der alle er blevet begravet på Kundby Kirke. Den sidste Rud, Peter Rud, en ven af kong Frederik 2. døde i 1559, og efter hans død blev den nuværende hovedbygning bygget af hans enke. Grethe Bryske var en adelsdame fra Fyn, hun var streng og hård. Hun røvede sin egen broder Jørgen Bryske’s arvelod for at skaffe sig penge til herregården. Broderen var taget til fange i Vognserups kælder i 2 år, Grethe Bryske døde i 1587, og hendes nevø, lensmanden fra Kalundborg, arvede godset, men også han var barnløs, som de følgende besiddere også var.
I 1750 blev godset købt af familien Løvenskjold og var i dens besiddelse i godt 170 år til omkring året 1921, hvor det blev købt af familien Teisen, men beboet blev det allerede af familien Teisen fra 1914.
Hovedbygningen er bygget i nederlandsk renæssancestil, et sjældent senmiddelalderhus. I 1770 ændret til palæstil, med store vinduer. Fra 1777 stammer de gamle kakkelovne, der er fra familien Løvenskjolds egne jernværker i Norge. Hans Christian Eberhard Groth Teisen (gift med Camilla Schiødt Teisen) overtog Vognserup i 1984. Hans Christian og Camilla Teisen har gennemgribende istandsat hele ejendommen, herunder hovedbygningen, der nu indvendigt fremstår som i 1700-tallet. Vognserup's sjældne og store lade fra slutningen af 1700-tallet er også nyistandsat i samarbejde med Realdania og kan lejes til arrangementer, konferencer, koncerter, fester m.m. 
Vognserup Gods er på 358 ha.

## Ejere af Vognserup
- (1370-    ) Jacob Nielsen Ravensberg
- (    -1401) Mikkel Rud
- (1401-1429) Anna Pedersdatter Jernskærg gift Rud
- (1429-    ) Vilhelm Rud
- (    -1504) Peder Rud
- (1504-1545) Hans Rud
- (1545-1559) Peder Rud
- (1559-1575) Grethe Bryske gift Rud
- (1575-1613) Anders Dresselbjerg
- (1613-1620) Vilhelm Dresselbjerg
- (1620-1653) Frederik Parsberg
- (1653-1662) Sophie Kaas gift Parsberg
- (1662-1672) Jørgen Parsberg
- (1672-1680) Helle Rosenkrantz gift Trolle
- (1680-1686) Tage Thott
- (1686-1688) Christian Simonsen
- (1688-1721) Jens Hellegaard
- (1721-1740) Adam Levin Hellegaard
- (1740-1742) Charlotte West gift Hellegaard
- (1742-1747) Søren West Lindberg
- (1747-1750) Jørgen Thomsen
- (1750-1773) Severin Leopoldus Løvenskiold
- (1773-1802) Michael Herman Løvenskiold
- (1802-1831) Carl Severin Christian Herman Løvenskiold
- (1831-1877) Herman Frederik Løvenskiold
- (1877-1917) Carl Herman Frederik Vilhelm Løvenskiold
- (1917-1921) Carl Oscar Herman Leopoldus Løvenskiold
- (1921-1939) Simon Groth Teisen
- (1939-1962) Enke Fru Karen Groth Teisen
- (1962-1984) Christian Groth Teisen
- (1984-) Hans Christian Eberhard Groth Teisen